# 三沢十和田下田インターチェンジ
三沢十和田下田インターチェンジ（みさわとわだしもだインターチェンジ）は、青森県上北郡おいらせ町にある第二みちのく有料道路のインターチェンジである。
地理院地図などでは「三沢・十和田・下田IC」と表記される場合がある。

## 道路

### 本線
- E4A 第二みちのく有料道路[1]

### 接続する道路
- 直接接続
  - 青森県道10号三沢十和田線（主要地方道）（バイパス区間）

## 料金所
設置されていない。
※八戸方面走行の場合、料金の支払いはその先の下田本線料金所で行う。青森方面は無料。

## 沿革
- 1992年（平成4年）3月30日 : 第二みちのく有料道路一部開通により、供用開始。
- 2013年（平成25年）3月24日 - 上北自動車道接続に伴い、青森方面への流出入ランプが追加され、フルIC化。

## 隣
E4A 第二みちのく有料道路
(8) 下田百石IC - 下田TB - 三沢十和田下田IC - 六戸JCT

## 周辺
- おいらせ消防署北分遣所
- 三沢市立三沢病院
- 青い森鉄道向山駅

## 形状
ランプウェイは平面Y型。八戸方面からの流出ランプと上北自動車道方面への流入ランプは平面交差しており、上北道方面への流入時には交差部分での一時停止が必要である。